# Torneio Pré-Olímpico de Voleibol Masculino de 2016 - África
O Torneio Pré-Olímpico de Voleibol Masculino de 2016, da África, ocorreu de 7 a 12 de janeiro de 2016. Foi disputado por sete seleções da África e a seleção do Egito garantiu sua vaga nos Jogos Olímpicos de 2016. Ainda com chances de classificação olímpica, a seleção da Tunísia (vice-campeã) e a seleção da Argélia (terceira colocada) disputarão o  Pré-Olímpico Intercontinental.

## Equipes participantes
| Grupo A                   | Grupo B                                      |
| ------------------------- | -------------------------------------------- |
| - Congo - Egito - Tunísia | - Argélia - Camarões - Nigéria - RD do Congo |

## Critérios de desempate
1. Jogos vencidos
2. Match points
3. Aproveitamento de sets
4. Aproveitamento de pontos
5. Resultado do confronto entre as equipes empatadas

Jogos vencidos por 3–0 ou 3–1: 3 pontos para o vencedor, 0 pontos para o perdedor

Jogos vencidos por 3–2: 2 pontos para o vencedor, 1 ponto para o perdedor

## Primeira fase
|  | Classificada para o Semifinais            |
|  | Classificada para a Disputa pelo 5º lugar |

### Grupo A
|     |         |     | Jogos | Jogos | Jogos | Resultados | Resultados | Resultados | Resultados | Resultados | Resultados | Sets | Sets | Sets  | Pontos | Pontos | Pontos |
| Pos | Equipe  | Pts | T     | V     | D     | 3–0        | 3–1        | 3–2        | 2–3        | 1–3        | 0–3        | V    | P    | R     | V      | P      | R      |
| --- | ------- | --- | ----- | ----- | ----- | ---------- | ---------- | ---------- | ---------- | ---------- | ---------- | ---- | ---- | ----- | ------ | ------ | ------ |
| 1   | Egito   | 9   | 3     | 3     | 0     | 3          | 0          | 0          | 0          | 0          | 0          | 9    | 0    | MAX   | 233    | 190    | 1.226  |
| 2   | Tunísia | 6   | 3     | 2     | 1     | 2          | 0          | 0          | 0          | 0          | 1          | 6    | 3    | 2,000 | 207    | 194    | 1.067  |
| 3   | Congo   | 5   | 6     | 2     | 4     | 1          | 0          | 1          | 0          | 2          | 2          | 8    | 14   | 0.571 | 224    | 258    | 0.868  |

| Data  | Hora  |            | Placar |         | Set 1 | Set 2 | Set 3 | Set 4 | Set 5 | Total  | Relatório |
| ----- | ----- | ---------- | ------ | ------- | ----- | ----- | ----- | ----- | ----- | ------ | --------- |
| 7 Jan | 16:00 | 'Tunísia ' | 3–0    | Congo   | 25–22 | 25–17 | 25–21 |       |       | 75–60  | 75–60     |
| 8 Jan | 16:00 | 'Egito '   | 3–1    | Congo   | 25–16 | 25–15 | 25–27 | 25–16 |       | 100–74 | 100–74    |
| 9 Jan | 18:00 | 'Egito '   | 3–0    | Tunísia | 25–22 | 25–20 | 25–20 |       |       | 75–62  | 75–62     |

### Grupo B
|     |                                |     | Jogos | Jogos | Jogos | Resultados | Resultados | Resultados | Resultados | Resultados | Resultados | Sets | Sets | Sets  | Pontos | Pontos | Pontos |
| Pos | Equipe                         | Pts | T     | V     | D     | 3–0        | 3–1        | 3–2        | 2–3        | 1–3        | 0–3        | V    | P    | R     | V      | P      | R      |
| --- | ------------------------------ | --- | ----- | ----- | ----- | ---------- | ---------- | ---------- | ---------- | ---------- | ---------- | ---- | ---- | ----- | ------ | ------ | ------ |
| 1   | Argélia                        | 9   | 3     | 3     | 0     | 3          | 0          | 0          | 0          | 0          | 0          | 9    | 0    | MAX   | 233    | 190    | 1.226  |
| 2   | Camarões                       | 6   | 3     | 2     | 1     | 2          | 0          | 0          | 0          | 0          | 1          | 6    | 3    | 2,000 | 207    | 194    | 1.067  |
| 3   | República Democrática do Congo | 5   | 6     | 2     | 4     | 1          | 0          | 1          | 0          | 2          | 2          | 8    | 14   | 0.571 | 224    | 258    | 0.868  |
| 4   | Nigéria                        | 1   | 3     | 0     | 3     | 0          | 0          | 0          | 1          | 0          | 2          | 2    | 9    | 0.222 | 242    | 264    | 0.917  |

| Data  | Hora  |                                   | Placar |                                | Set 1 | Set 2 | Set 3 | Set 4 | Set 5 | Total  | Relatório |
| ----- | ----- | --------------------------------- | ------ | ------------------------------ | ----- | ----- | ----- | ----- | ----- | ------ | --------- |
| 7 Jan | 14:00 | 'Camarões '                       | 3–0    | República Democrática do Congo | 25–21 | 25–18 | 25–22 |       |       | 75–61  | 75–61     |
| 7 Jan | 18:00 | 'Argélia '                        | 3–0    | Nigéria                        | 25–14 | 25–21 | 25–16 |       |       | 75–51  | 75–51     |
| 8 Jan | 14:00 | 'República Democrática do Congo ' | 3–1    | Nigéria                        | 21–25 | 26–24 | 28–26 | 25–14 |       | 100–89 | 100–89    |
| 8 Jan | 18:00 | Camarões                          | 0–3    | ' Argélia'                     | 17–25 | 13–25 | 16–25 |       |       | 46–75  | 46–75     |
| 9 Jan | 14:00 | 'Argélia '                        | 3–0    | República Democrática do Congo | 25–17 | 25–18 | 25–11 |       |       | 75–46  | 75–46     |
| 9 Jan | 16:00 | Nigéria                           | 0–3    | ' Camarões'                    | 18–25 | 20–25 | 20–25 |       |       | 58–75  | 58–75     |

## Mata-mata

### Disputa pelo 5º lugar
| Data   | Hora  |          | Placar |                                | Set 1 | Set 2 | Set 3 | Set 4 | Set 5 | Total | Relatório |
| ------ | ----- | -------- | ------ | ------------------------------ | ----- | ----- | ----- | ----- | ----- | ----- | --------- |
| 11 Jan | 14:00 | 'Congo ' | 3–0    | República Democrática do Congo | 25–22 | 26–24 | 25–18 |       |       | 76–64 | 76–64     |

### Final four
|  | Semifinais | Semifinais |   |            | Final             | Final |  |
|  |            |            |   |            |                   |       |  |
|  | 11 January |            |   |            |                   |       |  |
|  | Egito      | 3          |   |            |                   |       |  |
|  | Camarões   | 0          |   |            |                   |       |  |
|  |            |            |   |            |                   |       |  |
|  |            |            |   |            | 12 January        |       |  |
|  |            |            |   |            | Egito             | 3     |  |
|  |            | Tunísia    | 2 |            |                   |       |  |
|  |            |            |   |            |                   |       |  |
|  |            |            |   |            |                   |       |  |
|  |            |            |   |            | Disputa do bronze |       |  |
|  | 11 January | 11 January |   | 12 January | 12 January        |       |  |
|  | Argélia    | 2          |   | Camarões   | 2                 |       |  |
|  | Tunísia    | 3          |   |            | Argélia           | 3     |  |

#### Semifinais
| Data   | Hora  |          | Placar |            | Set 1 | Set 2 | Set 3 | Set 4 | Set 5 | Total   | Relatório |
| ------ | ----- | -------- | ------ | ---------- | ----- | ----- | ----- | ----- | ----- | ------- | --------- |
| 11 Jan | 16:00 | 'Egito ' | 3–0    | Camarões   | 25–22 | 25–17 | 25–19 |       |       | 75–58   | 75–58     |
| 11 Jan | 18:00 | Argélia  | 2–3    | ' Tunísia' | 26–24 | 22–25 | 25–15 | 26–28 | 13–15 | 112–107 | 112–107   |

#### Disputa do bronze
| Data   | Hora  |          | Placar |            | Set 1 | Set 2 | Set 3 | Set 4 | Set 5 | Total   | Relatório |
| ------ | ----- | -------- | ------ | ---------- | ----- | ----- | ----- | ----- | ----- | ------- | --------- |
| 12 Jan | 16:00 | Camarões | 2–3    | ' Argélia' | 25–18 | 24–26 | 13–25 | 25–18 | 13–15 | 100–102 | 100–102   |

#### Final
| Data   | Hora  |          | Placar |         | Set 1 | Set 2 | Set 3 | Set 4 | Set 5 | Total   | Relatório |
| ------ | ----- | -------- | ------ | ------- | ----- | ----- | ----- | ----- | ----- | ------- | --------- |
| 12 Jan | 18:00 | 'Egito ' | 3–2    | Tunísia | 25–19 | 20–25 | 25–18 | 19–25 | 16–14 | 105–101 | 105–101   |

## Classificação final
| Rank | Team                           |
| ---- | ------------------------------ |
| 1    | Egito                          |
| 2    | Tunísia                        |
| 3    | Argélia                        |
| 4    | Camarões                       |
| 5    | Congo                          |
| 6    | República Democrática do Congo |
| 7    | Nigéria                        |